# Светлогорское (Полтавская область)
Светлогорское (укр. Світлогірське) — село, Светлогорский сельский совет, Кобелякский район, Полтавская область, Украина.
Код КОАТУУ — 5321886401. Население по переписи 2001 года составляло 2980 человек.
Является административным центром Светлогорского сельского совета, в который, кроме того, входят сёла Брачковка, Кишеньки, Просяниковка.

## Географическое положение
Село Светлогорское находится на правом берегу дельты реки Ворскла, выше по течению примыкает село Кишеньки.

## Происхождение названия
Название села происходит от названия Светлая Гора, так как село находится на высокой горе около водохранилища.

## История
- Село образовано в 1961 году при строительстве Каменского (Днепродзержинского) водохранилища.

## Экономика
- Инкубатор.
- Тахтаевский гранитный карьер.
- Кирпичный завод.

## Объекты социальной сферы
- Школа.
- Больница.

## Религия
- Свято-Николаевский храм.